# Fritz Zulauf
Fritz Zulauf (n. 19 aprilie 1893 – d. decembrie 1941, Zürich, cantonul Zürich, Elveția) a fost un trăgător de tir ce a reprezentat Elveția, medaliat olimpic. A participat la o ediție a Jocurilor Olimpice (1920) în care a câștigat două medalii de bronz.